# Симаново (Пермский край)
Симаново — деревня в Лысьвенском городском округе Пермского края России.

## Географическое положение
Деревня расположена в южной части Лысьвенского городского округа на расстоянии примерно 18 километров к юго-западу по прямой от посёлка станции Кын.

## История
Основана в конце XIX века. В начале XX века в ней насчитывалось 5 дворов и 30 жителей. В 1930 году деревня стала центром колхоза «Большевик», который объединил 16 населённых пунктов, что дало импульс развитию деревни. После ликвидации колхозов в деревне остались крестьянские хозяйства. Название деревни в официальных документах искажено (правильно Симоново). 
С 2004 до 2011 года деревня входила в Кыновское сельское поселение Лысьвенского муниципального района.

## Население
| 2010 |
| ---- |
| 59   |

Постоянное население составляло 64 человек (98 % русские) в 2002 году, 59 человек в 2010 году, 55 человек в 2020.

## Климат
Климат умеренно континентальный. Среднегодовая температура воздуха равна: +1,7 °C; продолжительность безморозного периода: 165 дней; средняя мощность снегового покрова: 50 см; средняя глубина промерзания почвы: 123 см. Устойчивый снежный покров сохраняется с первой декады ноября по последнюю декаду апреля. Средняя продолжительность снежного покрова 160—170 дней. Средняя из наибольших декадных высот снежного покрова за зиму — 50 см. Средняя максимальная температура самого жаркого месяца: +24,4 °C. Средняя температура самого холодного месяца: −17,4 °C.